# Rio Berdu
O Rio Berdu é um rio da Romênia afluente do Rio Firiza, localizado no distrito de Maramureş.